# Jun, la voix du cœur
Jun, la voix du cœur est un film d'animation japonais réalisé par Tatsuyuki Nagai (ja) en 2015. Le titre original, Kokoro ga sakebitagatterunda. (心が叫びたがってるんだ。, litt. « Le cœur veut crier »), est parfois abrégé en Kokosake (ここさけ). Il a été réalisé par l'équipe qui avait déjà travaillé sur la série animée Ano hi mita hana no namae o bokutachi wa mada shiranai et son adaptation cinématographique, ainsi que sur la série de light novels Toradora!, .

## Synopsis

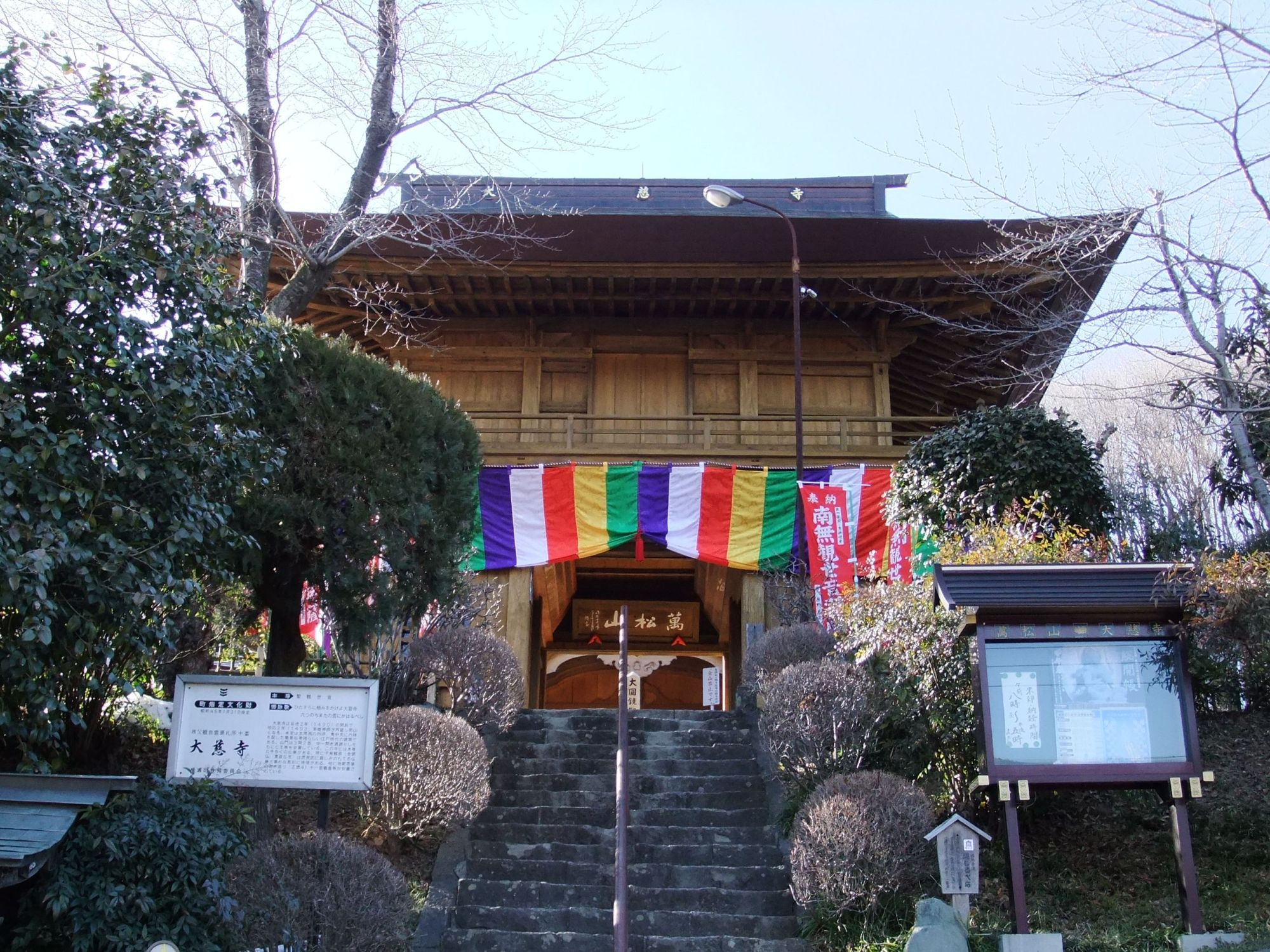
Temple bouhdiste Daiji présent dans le film

En tant que jeune fille, Jun Naruse est excitée et bavarde. Un jour, elle voit son père sortir d'un love hôtel accompagné d'une autre femme. Sans comprendre la situation, elle le raconte à sa mère, entraînant le divorce de ses parents qui lui en font porter la responsabilité. Pendant qu'elle pleure, elle imagine un œuf féerique qui la maudit en scellant ses mots pour qu'elle ne fasse plus de mal aux gens. En raison de sa "malédiction", Jun est incapable de parler . Elle souffre de maux d'estomac chaque fois qu'elle essaie de parler.
Des années plus tard, lorsque Jun est au lycée, son professeur principal, Kazuki Jōshima, l'inscrit comme membre du comité de bienfaisance avec trois autres camarades de classe : Takumi Sakagami, Natsuki Nitō et Daiki Tasaki. Quand elle se rend dans la salle du Comité pour refuser la proposition, Jun entend Takumi chanter et est captivée. Elle raconte ensuite à Takumi son passé par sms et lui demande de transformer ses paroles en une chanson, croyant que la "malédiction" cessera si elle chante au lieu de parler.
Bien qu'elle ne puisse pas parler, Jun apprend qu'elle est capable de chanter. Sa classe décide de jouer une comédie musicale pour le festival scolaire, s'inspirant de l'histoire de Jun, racontée sous la forme d'un conte de fées. Tout en discutant de la comédie musicale, Daiki a une dispute avec ses coéquipiers et Jun intervient pour l'arrêter, au prix d'un autre mal de ventre pour avoir parlé, mais cela a pour conséquence d'améliorer ses liens avec les autres membres du comité de charité. Pensant que l'inquiétude de Takumi pour Jun est le signe qu'il tombe amoureux, Natsuki dit à Takumi qu'elle les encouragera malgré ses propres sentiments pour lui.
Le lendemain, Daiki fait amende honorable avec ses coéquipiers. Alors qu'ils passent du temps ensemble à préparer la comédie musicale, Jun commence à développer des sentiments pour Takumi, tandis que Daiki commence à développer des sentiments pour Jun. Daiki interroge Takumi sur sa relation avec Natsuki, ayant entendu des rumeurs selon lesquelles ils sortaient tous les deux au collège, mais Takumi nie cela puisque Natsuki avait alors dit à ses camarades de classe qu'ils ne sortaient pas ensemble. La nuit avant la comédie musicale, Takumi interroge Natsuki sur le garçon avec qui elle sort actuellement, ce qui amène finalement Natsuki à révéler que le garçon auquel elle fait référence n'est autre que Takumi lui-même, avant de l'accuser de tomber amoureux de Jun. Takumi révèle que bien qu'il soit préoccupé par Jun, il n'est pas amoureux d'elle et il a toujours regretté de ne pas avoir exprimé ses sentiments pour Natsuki au collège même lorsqu'il était au courant de ses sentiments pour lui à ce moment-là. À leur insu, Jun surprend leur conversation. Le cœur brisé, elle s'enfuit et rencontre l'œuf féerique, qui lui révèle qu'elle a aggravé la malédiction en essayant de transmettre ses sentiments pour Takumi. Jun ne se présente pas le jour de la comédie musicale, laissant Natsuki pour remplir son rôle tandis que Takumi part à sa recherche.
Takumi trouve Jun dans le love hôtel qui a été fermé. À sa grande surprise, elle est capable de parler normalement. Jun s'en prend à Takumi avec colère alors qu'il lui dit que la raison pour laquelle elle est incapable de transmettre ses mots n'est pas à cause de la malédiction de l'œuf féerique mais à cause de sa propre peur. Voulant entendre sa voix une fois de plus, Takumi permet à Jun d'exprimer toute sa colère et sa frustration jusqu'à ce qu'elle soit satisfaite. Jun avoue ses sentiments pour Takumi, mais il lui répond qu'il est toujours amoureux de Natsuki, ce à quoi Jun répond qu'elle le savait. Takumi exprime ensuite sa gratitude pour Jun parce qu'avant de la rencontrer, il était incapable de dire ce qu'il ressentait vraiment et se contentait de bien s'entendre avec tout le monde. Cela convainc Jun de jouer dans la comédie musicale. Jun et Takumi arrivent juste à temps pour la scène finale, permettant à Jun de chanter et de transmettre ses sentiments à sa mère qui comprend enfin ce qu'elle a traversé. À la fin de la comédie musicale, Jun se rend compte que l'œuf féerique n'était en fait qu'une création de imagination pour avoir quelqu'un qu'elle pourrait blâmer pour sa condition, et maintenant elle décide d'ouvrir son cœur et de se réconcilier avec son passé.
À la fin du film, Takumi et Natsuki se réconcilient, tandis que Daiki avoue enfin ses sentiments à Jun.

## Distribution
- Inori Minase (VF : Caroline Combes) : Jun Naruse (成瀬 順, Naruse Jun?)
- Kōki Uchiyama (VF : Bastien Bourlé) : Takumi Sakagami (坂上 拓実, Sakagami Takumi?)
- Sora Amamiya (VF : Marie Nonnenmacher) : Natsuki Nitō (仁藤 菜月, Nitō Natsuki?)
- Yoshimasa Hosoya (VF : Jean-Marco Montalto) : Daiki Tasaki (田崎 大樹, Tasaki Daiki?)
- Yō Yoshida (VF : Jessie Lambotte) : Izumi Naruse (成瀬 泉, Naruse Izumi?) , la mère de Jun
- Keiji Fujiwara (VF : Jean-Pierre Leblan) : Kazuki Jōshima (城嶋 一基, Jōshima Kazuki?)

## Personnages
Jun Naruse (成瀬 順, Naruse Jun)
Voix japonaise : Inori Minase, voix française : Caroline Combes
Jun est la protagoniste. Elle était à l'origine une enfant très optimiste et gaie, mais après avoir révélé l'infidélité de son père à sa mère, elle est devenue calme, timide et incapable de parler. Elle retrouve plus tard sa voix en se joignant à Takumi et aux autres pour faire une comédie musicale, dans laquelle elle incarne le personnage principal.
Takumi Sakagami (坂上 拓実, Sakagami Takumi)
Voix japonaise : Kōki Uchiyama, voix française : Bastien Bourlé
Takumi est un autre personnage central qui, comme Jun, est également calme et timide. Comme Jun, ses parents sont divorcés et il vit sous la garde de ses grands-parents. Il joue du piano et a joué un rôle majeur en aidant Jun à mettre en place la comédie musicale du Comité Caritatif.
Daiki Tasaki (田崎 大樹, Tasaki Daiki)
Voix japonaise : Yoshimasa Hosoya, voix française : Jean-Marco Montalto
Membre de l'équipe de Baseball de l'école, il est d'abord perçu comme grincheux et rejette totalement l'idée de la comédie musicale. Tout au long du film, il apprend à trouver sa place auprès de ses camarades de classe et joue un rôle central dans la comédie musicale. Il commence également à développer des sentiments pour Jun et finit par les lui avouer.
Natsuki Nitō (仁藤 菜月, Nitō Natsuki)
Voix japonaise : Sora Amamiya, voix française : Marie Nonnenmacher
L'ex-petite amie de Takumi, elle garde toujours des sentiments pour Takumi. Bien qu'initialement réticente à rejoindre la comédie musicale, elle se motive et devient une amie proche de Jun. Il semble que Daiki avait des sentiments pour elle, bien qu'elle les ait rejetés.

## Musique
- Watashi no koe (わたしの声?), version japonaise de Greensleeves

Interprète : Inori Minase
Paroles : Mari Okada

## Adaptation en prise de vues réelles
Une adaptation en prise de vues réelles est annoncée en 2017. Le film est réalisé par Naoto Kumazawa, scénarisé par Yukiko Manabe et porté par une bande originale de Masaru Yokoyama. Le tournage commence en mars 2017 à Chichibu, Saitama. Le long métrage sort en salles quelques mois plus tard, le 22 juillet. 

### Distribution[6]
- Kyōko Yoshine : Jun Naruse
- Kento Nakajima : Takumi Sakagami
- Anna Ishii : Natsuki Nitō
- Kanichiro Satō : Daiki Tasaki
- Nene Ōtsuka : Izume Naruse, la mère de Jun
- Yoshiyoshi Arakawa : Kazuki Jōshima
- Jun Nishiyama : Itsuki Mishima
- Kōhei Fukuyama : Kazuharu Yamaji
- Kamikawa Shusaku : Motoki Aizawa
- Ryosuke Kawamura : Toshinori Iwaki
- Miho Kanazawa : Asuka Eda
- Minori Hagiwara : Yoko Uno